# Amélie Mauresmová
Amélie Simone Mauresmová, nepřechýleně Amélie Mauresmo (* 5. července 1979 Saint-Germain-en-Laye) je francouzská trenérka a bývalá profesionální tenistka. V roce 2006 vyhrála dva tituly Grand Slamu – na Australian Open a ve Wimbledonu. V letech 2004 a 2006 byla světovou jedničkou.
Poté, co Skot Andy Murray prohrál v semifinále French Open 2014, angažoval Mauresmovou jako svoji trenérku. Učinil tak „historický krok“, když se Francouzka stala první ženou koučující mužského tenistu ze špičky žebříčku ATP.

## Kariéra
Tenis začala hrát ve čtyřech letech, inspirovaná zážitkem z finále French Open mezi Yannickem Noahem a Matsem Wilanderem. Díky rychlému zvyšování výkonnosti dostala už v roce 1995, ve věku necelých 16 let, příležitost startovat v kvalifikaci French Open, v níž vyhrála tři zápasy proti papírově silnějším soupeřkám a dostala se do hlavní soutěže. O rok později zvítězila v juniorce na dvou Grand Slamech – na Australian Open a ve Wimbledonu a byla vyhlášena juniorskou mistryní světa.
V následujícím roce se ale trápila a rozhodla se najít řešení v najmutí svého prvního soukromého trenéra Warwicka Bashforda. Že byla na dobré cestě, naznačilo její první finále na turnaji WTA Tour v roce 1998 – v Berlíně sice musela ve kvalifikaci odvracet mečbol, ale pak vyřadila Janu Novotnou a Lindsay Davenportovou (její první vítězství nad soupeřkami z nejlepší světové desítky). Ve světovém žebříčku nahlédla do první světové stovky a hned o rok později byla sama v první desítce.
Pomohlo jí k tomu i její první grandslamové finále – na Australian Open 1999 v semifinále zdolala světovou jedničku Davenportovou a prohrála až v souboji o titul s Martinou Hingisovou. Svůj výsledek komentuje: „Dva týdny jsem měla pocit, že mě nikdo nezastaví. Od té chvíle jsem byla silou, se kterou se musí počítat.“ Zápas měl kontroverzní předehru, když Hingisová měla prohlásit o Mauresmové, že je „poloviční muž“ (Švýcarka to, že něco takového řekla, ale opakovaně odmítla), Davenportová se pro změnu vyjádřila, že v prohraném zápase s Mauresmovou měla několikrát pocit, že hraje s mužem. Francouzka pak oficiálně přiznala svou homosexuální orientaci. V Bratislavě vyhrála Mauresmová svůj první titul na WTA Tour. Francouzský tenis, díky ní i jejím krajankám, tehdy patřil na světový vrchol, od listopadu toho roku do ledna roku 2000 byly v první desítce čtyři Francouzky – vedle Mauresmové ještě Pierceová, Halardová-Decugisová a Tauziatová. Jedním z mála zklamání konce století bylo pro Mauresmovou zranění kotníku z French Open, kvůli kterému zmeškala Wimbledon.
Když na začátku roku 2000 vyhrála další turnaj v Sydney, dokázala zdolat jinak déle než půl roku neporaženou Davenportovou. Přišla ale další zranění, která ji na dlouhé týdny vyřadila z tenisu, a zklamání ve Wimbledonu i jinde. Na olympijských hrách v Sydney, kde se jí na začátku roku tak dařilo, vypadla hned v prvním kole. Návrat o rok později byl ale triumfální, Mauresmová vyhrála čtyři tituly – a tři z nich (v pařížské hale Bercy, Nice a na Amelia Islandu) v řadě. Byla považovaná za favoritku French Open, ale senzačně prohrála hned v úvodním zápase s Němkou Kandarrovou.
Přesto je jednoznačně hráčkou světové špičky a vítězí v řadě dalších turnajů. Drží se v první světové desítce a nakukuje do první pětky. V roce 2003 byla jedinou hráčkou, která dokázala porazit obě sestry Serenu i Venus Williamsovy, vyhrála všech osm utkání na cestě Francie za výhrou ve Fed Cupu. Na WTA Tour Championships prohrála až ve finále s Kim Clijstersovou.

### Světová jednička
Na vrchol světového žebříčku se dostala v roce 2004. Na všech turnajích Grand Slamu byla aspoň ve čtvrtfinále (ve Wimbledonu v semifinále), vyhrála tři turnaje nejvyšší skupiny WTA Tour (Berlín, Řím a Montreal) a 13. září se stala světovou jedničkou, což se do té doby žádné tenistce ani tenistovi z Francie nepodařilo. Za celý rok vyhrála 63 zápasů.
V dalším roce stále hájila postavení v první čtyřce na světě, ale útok na post světové jedničky ve finále turnaje v Dauhá proti Australance Molikové nezvládla. Sezónu zakončila úspěchem v dramatickém finále WTA Tour Championships. Zápas s Pierceovou trval tři hodiny a šest minut a skončil 5:7, 7:6 a 6:4. Ve finále Fed Cupu Francie prohrála s Ruskem.

### 2006
Jedenáct let po svém debutu na grandslamovém turnaji se dočkala konečně v roce 2006 svého prvního titulu, z něhož ale měla smíšené pocity. V semifinále jí vzdala kvůli zranění kotníku Kim Clijstersová a finále se nedohrálo, když odstoupila Justine Heninová kvůli trávicím potížím. Bylo to tehdy druhé nejdelší čekání na vítězství v Grand Slamu – na 32. pokus. Další čekání nebylo tak dlouhé – po relativním neúspěchu na French Open porazila ve finále Wimbledonu tentokrát v řádném boji Heninovou. Po většinu roku (od března do listopadu) byla světovou jedničkou a až na jeho konci se Heninové podařila velká odveta ve finále Tour Championships.

### 2007
V roce 2007 zaznamenala nejlepší výsledky v evropské halové sezóně po nevydařeném Australian Open a pak ji o síly obral akutní zánět slepého střeva. Na třech dosud odehraných Grand Slamech ji v tomto roce vždy vyřadily české tenistky – na Australian Open a na French Open Lucie Šafářová a ve Wimbledonu Nicole Vaidišová.

### 2008

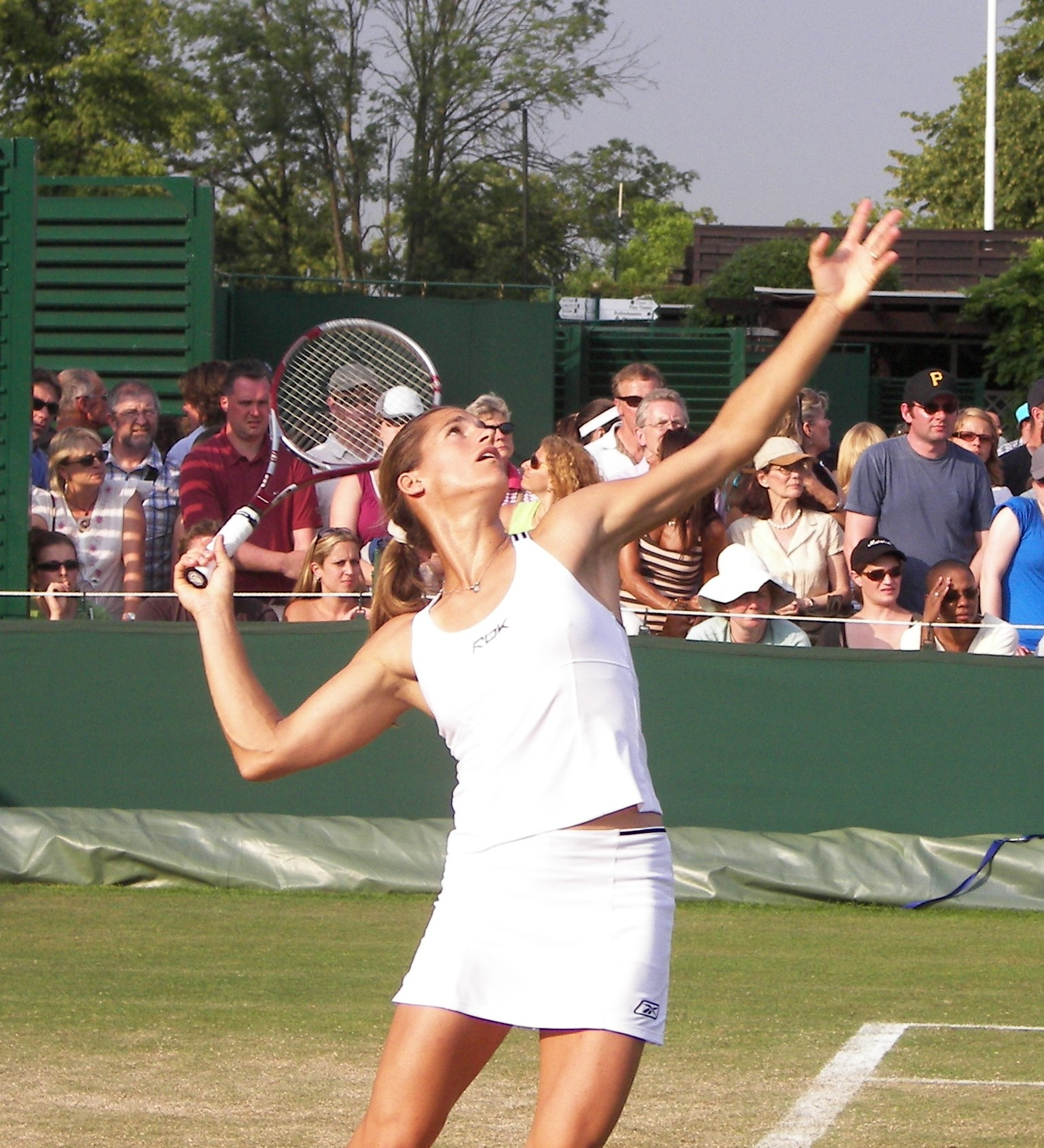
Mauresmová ve Wimbledonu 2006

V roce 2008 se jí příliš nedařilo. Zahrála si čtvrtfinále v Gold Coast, Dubaji, v Amelia Island a v Cincinnati. Na Australian Open skončila ve 3. kole. Ve Fed Cupových zápasech s Japonskem ale vyhrála oba zápasy. Na French Open se jí tradičně nedařilo a ve druhém kole ji porazila Španělka Suarez-Navarro. Na Wimbledonském turnaji se potýkala se zraněním a prohrála ve třetím kole se Serenou Williamsovou. Na podzim tohoto roku se jejím novým trenérem stal Hugo Lecoq.

### 2009
Do roku 2009 vstoupila ve znatelně lepší formě. V Brisbane porazila Anu Ivanovićovou a dostala se až do semifinále, kde musela odstoupit kvůli problémům se zády. Na Australian Open skončila ve třetím kole. V pařížské hale dokázala aktuální formu, když porazila Jelenu Jankovićovou a ve finále Jelenu Dementěvovou. Po dvou letech tak vyhrála další turnaj.
V říjnu 2009 oznámila, že pro ztrátu motivace ruší účast na turnajích do konce roku a zvažuje konec kariéry.
3. prosince 2009 oznámila definitivní ukončení profesionální kariéry.

## Úspěchy
Ve své kariéře vyhrála 25 titulů ve dvouhře a 3 tituly ve čtyřhře.
Mezi největší úspěchy patří vítězství na grandslamových turnajích Australian Open a Wimbledonu v roce 2006. Mezi dalšími to bylo finále Australian Open 1999, dvě semifinále Wimbledonu a dvě semifinále US Open, na kterém byla alespoň ve čtvrtfinále pokaždé od roku 2001. Má stříbrnou medaili z Letních olympijských her v Aténách a s francouzským družstvem vyhrála Fed Cup v roce 2003.

## Soukromý život
Patří mezi profesionální tenistky, které se oficiálně přihlásily k homosexuální orientaci (před ní byly nejznámějšími příklady Martina Navrátilová či Billie Jean Kingová). Při Australian Open 1999 představila svou tehdy jednatřicetiletou přítelkyni Sylvii Bourdonovou. Později se rozešly a Mauresmová podrobnosti o svých dalších vztazích nezveřejňovala. Na rozdíl od Navrátilové či Kingové ji otevřené vyjádření o sexuální orientaci nepřipravilo o sponzorské kontrakty.
V dubnu 2015 prostřednictvím Twitteru sdělila, že je těhotná a v srpnu očekává narození dítěte. Dne 16. srpna 2015 přivedla na svět syna.
Byla vyznamenána francouzským Řádem čestné legie.
Žije ve švýcarské Ženevě. V roce 2008 hrála v malé roli ve filmu Asterix a Olympijské hry.

## Statistiky

### Finále na Grand Slamu

#### Dvouhra: 3 (2–1)
| Stav       | Rok  | Turnaj          | Povrch | Soupeřka ve finále | Výsledek       |
| ---------- | ---- | --------------- | ------ | ------------------ | -------------- |
| Finalistka | 1999 | Australian Open | tvrdý  | Martina Hingisová  | 2–6, 3–6       |
| Vítězka    | 2006 | Australian Open | tvrdý  | Justine Heninová   | 6–1, 2–0 skreč |
| Vítězka    | 2006 | Wimbledon       | tráva  | Justine Heninová   | 2–6, 6–3, 6–4  |

#### Čtyřhra: 1 (0–1)
| Stav       | Rok  | Turnaj    | Povrch | Spoluhráčka          | Soupeřky ve finále            | Výsledek |
| ---------- | ---- | --------- | ------ | -------------------- | ----------------------------- | -------- |
| Finalistka | 2005 | Wimbledon | tráva  | Světlana Kuzněcovová | Cara Blacková Liezel Huberová | 2–6, 1–6 |

### Finálové účasti na turnajích WTA (52)

#### Dvouhra – výhry (25)
| Legenda                     |
| Grand Slam (2)              |
| WTA Championships (1)       |
| Kategorie Tier I (6)        |
| Kategorie Tier II (14)      |
| Kategorie Tier III (0)      |
| Kategorie Tier IV & V (1)   |
| Kategorie Premier (1)       |
| Kategorie International (0) |

| Č.  | Datum             | Turnaj                                | Povrch  | Soupeřka ve finále   | Výsledek             |
| 1.  | 24. říjen 1999    | Bratislava, Slovensko                 | tvrdý   | Kim Clijstersová     | 6-3, 6-3             |
| 2.  | 16. leden 2000    | Sydney, Austrálie                     | tvrdý   | Lindsay Davenportová | 7-62, 6-4            |
| 3.  | 11. únor 2001     | Paříž, Francie                        | koberec | Anke Huberová        | 7-62, 6-1            |
| 4.  | 18. únor 2001     | Nice, Francie                         | koberec | Magdalena Malejevová | 6-2, 6-0             |
| 5.  | 15. duben 2001    | Amelia Island, Spojené státy          | antuka  | Amanda Coetzerová    | 6-4, 7-5             |
| 6.  | 13. květen 2001   | Berlín, Německo                       | antuka  | Jennifer Capriatiová | 6-4, 2-6, 6-3        |
| 7.  | 23. únor 2002     | Dubaj, SAE                            | tvrdý   | Sandrine Testudová   | 6-4, 7-63            |
| 8.  | 18. srpen 2002    | Montreal, Kanada                      | tvrdý   | Jennifer Capriatiová | 6-4, 6-1             |
| 9.  | 4. květen 2003    | Varšava, Polsko                       | antuka  | Venus Williamsová    | 6-76, 6-0, 3-0 skreč |
| 10. | 2. listopad 2003  | Philadelphia, Spojené státy           | tvrdý   | Anastasija Myskinová | 5-7, 6-0, 6-2        |
| 11. | 9. květen 2004    | Berlín, Německo                       | antuka  | Venus Williamsová    | bez boje             |
| 12. | 16. květen 2004   | Řím, Itálie                           | antuka  | Jennifer Capriatiová | 3-6, 6-3, 7-66       |
| 13. | 8. srpen 2004     | Montreal, Kanada                      | tvrdý   | Jelena Lichovcevová  | 6-1, 6-0             |
| 14. | 31. říjen 2004    | Linz, Rakousko                        | tvrdý   | Jelena Bovinová      | 6-2, 6-0             |
| 15. | 7. listopad 2004  | Philadelphia, Spojené státy           | tvrdý   | Věra Zvonarevová     | 3-6, 6-2, 6-2        |
| 16. | 20. únor 2005     | Antverpy, Belgie                      | koberec | Venus Williamsová    | 4-6, 7-5, 6-4        |
| 17. | 15. květen 2005   | Řím, Itálie                           | antuka  | Patty Schnyderová    | 2-6, 6-3, 6-4        |
| 18. | 6. listopad 2005  | Philadelphia, Spojené státy           | tvrdý   | Jelena Dementěvová   | 7-5, 2-6, 7-5        |
| 19. | 13. listopad 2005 | WTA Tour Championships, Spojené státy | tvrdý   | Mary Pierceová       | 5-7, 7-63, 6-4       |
| 20. | 28. leden 2006    | Australian Open, Melbourne, Austrálie | tvrdý   | Justine Heninová     | 6-1, 2-0 skreč       |
| 21. | 12. únor 2006     | Paříž, Francie                        | koberec | Mary Pierceová       | 6-1, 7-62            |
| 22. | 19. únor 2006     | Antverpy, Belgie                      | koberec | Kim Clijstersová     | 3-6, 6-3, 6-3        |
| 23. | 8. červenec 2006  | Wimbledon, Londýn, Velká Británie     | tráva   | Justine Heninová     | 2-6, 6-3, 6-4        |
| 24. | 18. únor 2007     | Antverpy, Belgie                      | koberec | Kim Clijstersová     | 6-4, 7-64            |
| 25. | 15. únor 2009     | Paříž, Francie                        | tvrdý   | Jelena Dementěvová   | 7-67, 2-6, 6-4       |

#### Dvouhra – prohry (23)
| Legenda                     |
| Grand Slam (1)              |
| WTA Championships (2)       |
| Olympijské stříbro (1)      |
| Kategorie Tier I (5)        |
| Kategorie Tier II (12)      |
| Kategorie Tier III (2)      |
| Kategorie Premier (0)       |
| Kategorie International (0) |

| Č.  | Datum             | Turnaj                                | Povrch  | Vítězka                | Výsledek        |
| 1.  | 17. květen 1998   | Berlín, Německo                       | antuka  | Conchita Martínezová   | 6-4, 6-4        |
| 2.  | 31. leden 1999    | Australian Open, Austrálie            | tvrdý   | Martina Hingisová      | 6-2, 6-3        |
| 3.  | 28. únor 1999     | Paříž, Francie                        | koberec | Serena Williamsová     | 6-2, 3-6, 7-64  |
| 4.  | 7. květen 2000    | Bol, Chorvatsko                       | antuka  | Tina Pisniková         | 7-64, 7-62      |
| 5.  | 21. květen 2000   | Řím, Itálie                           | antuka  | Monika Selešová        | 6-2, 7-64       |
| 6.  | 20. květen 2001   | Řím, Itálie                           | antuka  | Jelena Dokićová        | 7-63, 6-1       |
| 7.  | 9. únor 2003      | Paříž, Francie                        | koberec | Serena Williamsová     | 6-3, 6-2        |
| 8.  | 18. květen 2003   | Řím, Itálie                           | antuka  | Kim Clijstersová       | 3-6, 7-63, 6-0  |
| 9.  | 5. říjen 2003     | Moskva, Rusko                         | koberec | Anastasija Myskinová   | 6-2, 6-4        |
| 10. | 10. listopad 2003 | WTA Tour Championships, Spojené státy | tvrdý   | Kim Clijstersová       | 6-2, 6-0        |
| 11. | 17. leden 2004    | Sydney, Austrálie                     | tvrdý   | Justine Heninová       | 6-4, 6-4        |
| 12. | 11. duben 2004    | Amelia Island, Spojené státy          | antuka  | Lindsay Davenportová   | 6-4, 6-4        |
| 13. | 22. srpen 2004    | LOH – Atény, Řecko                    | tvrdý   | Justine Heninová       | 6-3, 6-3        |
| 14. | 10. říjen 2004    | Filderstadt, Německo                  | tvrdý   | Lindsay Davenportová   | 6-2 skreč       |
| 15. | 13. únor 2005     | Paříž, Francie                        | koberec | Dinara Safinová        | 6-4, 2-6, 6-3   |
| 16. | 27. srpen 2005    | New Haven, Spojené státy              | tvrdý   | Lindsay Davenportová   | 6-4, 6-4        |
| 17. | 9. říjen 2005     | Filderstadt, Německo                  | tvrdý   | Lindsay Davenportová   | 6-2, 6-4        |
| 18. | 4. březen 2006    | Dauhá, Katar                          | tvrdý   | Naďa Petrovová         | 6-3, 7-5        |
| 19. | 24. září 2006     | Peking, Čína                          | tvrdý   | Světlana Kuzněcovová   | 6-4, 6-0        |
| 20. | 12. listopad 2006 | WTA Tour Championships, Španělsko     | tvrdý   | Justine Heninová       | 6-4, 6-3        |
| 21. | 24. únor 2007     | Dubaj, SAE                            | tvrdý   | Justine Heninová       | 6-4, 7-5        |
| 22. | 26. květen 2007   | Štrasburk, Francie                    | antuka  | Anabel M. Garriguesová | 6-4, 4-6, 6-4   |
| 23. | 22. červen 2007   | Eastbourne, Velká Británie            | tráva   | Justine Heninová       | 7-5, 6-74, 7-62 |

#### Čtyřhra – výhry (3)
| Legenda                         |
| Kategorie Tier II (2)           |
| Kategorie Premier Mandatory (1) |

| Č. | Datum           | Turnaj                     | Povrch  | Partnerka            | Soupeřky ve finále                  | Výsledek       |
| 1. | 22. říjen 2000  | Linz, Rakousko             | koberec | Chanda Rubinová      | Nathalie Tauziatová Ai Sugijamová   | 6-4, 6-4       |
| 2. | 24. červen 2006 | Eastbourne, Velká Británie | tráva   | Světlana Kuzněcovová | Martina Navrátilová Liezel Huberová | 6-2, 6-4       |
| 3. | 5. duben 2009   | Miami, Spojené státy       | tvrdý   | Světlana Kuzněcovová | Květa Peschkeová Lisa Raymondová    | 4-6, 6-3, 10-3 |

#### Čtyřhra – prohry (1)
| Č. | Datum            | Turnaj                            | Povrch | Partner              | Vítězky                       | Výsledek |
| 1. | 3. červenec 2005 | Wimbledon, Londýn, Velká Británie | tráva  | Světlana Kuzněcovová | Liezel Huberová Cara Blacková | 6-2, 6-1 |

## Fed Cup
Amélie Mauresmová se zúčastnila 21 zápasů týmového Fed Cupu za tým Francie s bilancí 30-9 ve dvouhře a 2-2 ve čtyřhře.

## Postavení na žebříčku WTA na konci sezóny

### Dvouhra
| Rok    | 1994 | 1995   | 1996   | 1997   | 1998  | 1999  | 2000  | 2001 | 2002 | 2003 | 2004 | 2005 | 2006 | 2007  | 2008  | 2009  |
| Pořadí | 827. | ▲ 290. | ▲ 159. | ▲ 109. | ▲ 29. | ▲ 10. | ▼ 16. | ▲ 9. | ▲ 6. | ▲ 4. | ▲ 2. | ▼ 3. | ▬ 3. | ▼ 18. | ▼ 24. | ▲ 21. |

### Čtyřhra
| Rok    | 2001 | 2002   | 2003 | 2004   | 2005  | 2006  | 2007   | 2008   | 2009  |
| Pořadí | 195. | ▲ 182. | ▼x.  | ▲ 138. | ▲ 64. | ▲ 57. | ▼ 302. | ▲ 144. | ▲ 56. |